# Vârful Secarul
Vârful Secarul este o arie protejată de interes național ce corespunde categoriei a IV-a IUCN (rezervație naturală de tip geologic, floristic și forestier), situată în județul Tulcea, pe teritoriul administrativ al comunei Ciucurova.

## Localizare
Aria naturală se află în partea central-vestică a județului Tulcea (în Podișul Nord-Dobrogean), pe teritoriul sud-vestic al satului Atmagea, în apropierea drumului național DN22D care leagă localitatea Ciucurova de satul Horia.

## Descriere
Rezervația naturală a fost declarată arie protejată prin Legea Nr.5 din 6 martie 2000, publicată în Monitorul Oficial al României, Nr.152 din 12 aprilie 2000 (privind aprobarea Planului de amenajare a teritoriului național - Secțiunea a III-a - zone protejate) și se întinde pe o suprafață de 34,50 ha..

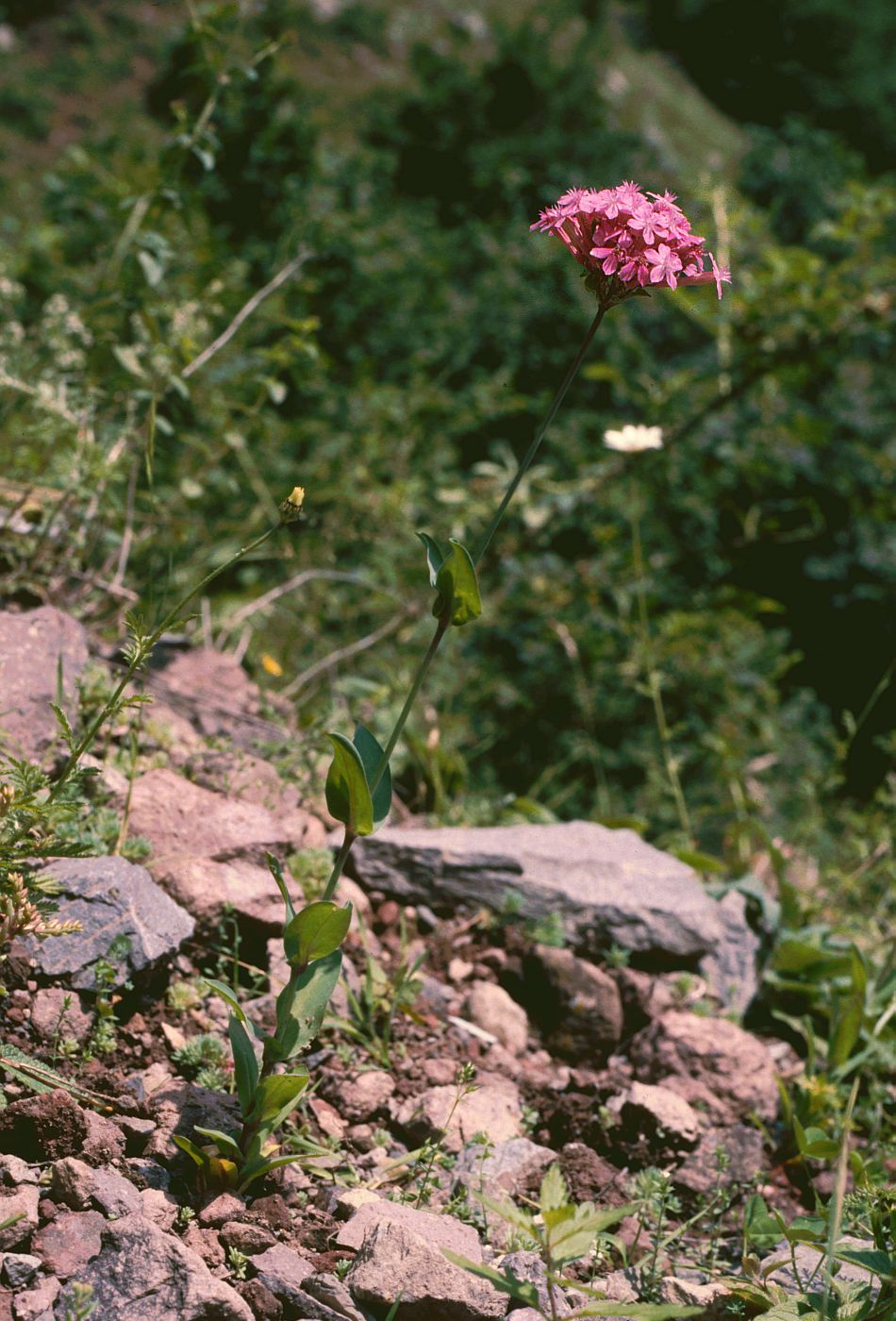
Miliţea dobrogeană (Silene compacta)

Aria naturală reprezintă o zonă naturală (păduri de șleau, pajiști și poiene) aflată în partea vestică a Podișului Babadag (Vf. Secarul 401 m, o izolare granitică într-o arie cu substrate predominant calcaroase ale Podișului Nord-Dobrogean ). 
Rezervația protejează specii floristice rare (elemente de stepă pontică, unele aflate pe lista roșie a IUCN)), printre un endemism cunoscut sub denumirea populară de merineană (Moehringia jankae), care vegetează alături de  coada șoricelului (Achillea millefolium), firuță (Poa angustifolia), usturoi sălbatic (Allium saxatile), hajmă păsărească (Allium flavum), bujor românesc (Paeonia peregrina Mill. var. romanica), samaldâr (Nactaroscordum siculum ssp. bulgarica) sau milițea dobrogeană (Silene compacta).